# 조나단 코엔

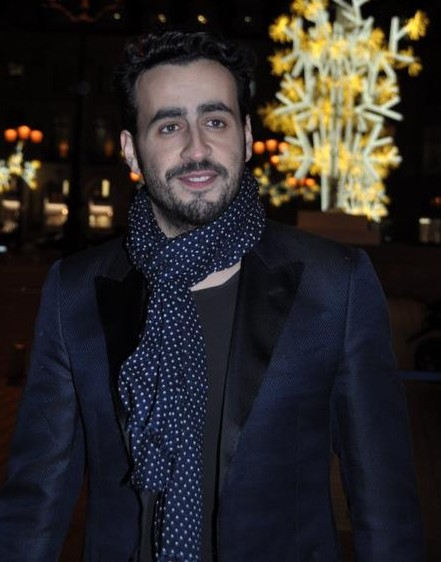

조나탕 코엔(Jonathan Cohen, 프랑스어 발음: [ʒɔnatɑ̃], 1980년 ~ )은 프랑스의 배우, 텔레비전 배우이다.
프랑스에서 태어났다.

## 영화
- 스노우 화이트 (2019년) - 샘 역
- 크레이지 부다페스트 (2018년)
- 코에그제스테 (2017년)
- 아빠 또는 엄마 2 (2016년)
- 비키 (2015년)
- 클린 (2013년)
- 팝 리뎀션 (2012년)
- 아이 쿠드 비 유어 그랜드마더 (2010년)
- 나는 그녀를 사랑했네 (2009년)
- 여자가 사랑할때 (2009년)
- 꼬메 티 에스 벨레 (2006년)